# Ноа Нгени
Ноа Кипроно Нгени (рођен 2. новембра 1978.) је бивши кенијски атлетичар, освајач златне олимпијске медаље у трци на 1500 м на Летњим олимпијским играма 2000. и светски рекордер на 1000 м.

## Каријера
Ноа је рођен у округу Уасин Гишу у Кенији. Нгени је играо одбојку током школовања. Почео је да трчи тек 1996.
Нгени је већ 1997. године истрчао два светска јуниорска рекорда — 3:32,91 на 1500 м у Монаку и 3:50,41 у трци на једну миљу у Ници. Под вођством менаџера и тренера Кима Мекдоналда, његов напредак настављен је и 1998. године, новим личним рекордом на 1500 м у времену 3:30,34 истрчаним у Монаку.
Дана 7. јула 1999. у Риму, Нгени је био други иза Хишама ел Геружа када је овај поставио светски рекорд (3:43.13) у трци на једну миљу. Нгени је завршио са 3:43,40, што је и даље друга најбржа миља икада истрчана, и скоро пуну секунду брже од старог светског рекорда (3:44,39) Нуредина Морселија.
Дана 24. августа 1999. Нгени је освојио сребрну медаљу на 1500 м (3:28.73) на Светском првенству у атлетици у Севиљи, иза актуелног светског шампиона Ел Геружа (3:27.65).
Нгени је 5. септембра 1999. поставио светски рекорд у трци на 1000 метара у времену 2:11,96 (два минута, 11 секунди, 96 стотинки). У овој трци у Ријетију у Италији, оборио је 18-година стар рекорд 2:12,18 Себастијана Коуа. Нгенијево време од 2:11.96 и даље је светски рекорд. У 21. веку, најбрже је трчао Тауфик Махлуфи у времену 2:13.08.
Године 1999. Нгени је шест пута трчао брже од 3:30 на 1500 м и успоставио се као најближи ривал светском шампиону и светском рекордеру Ел Геружу.
11. августа 2000. Нгени је завршио као други иза Ел Геружа (3:27.21) у трци на 1500 м на митингу у Цириху у времену од 3:28.12, чиме је постао кенијски рекордер и трећи најбржи икада. Кенијски рекорд је надмашио Бернард Лагат са 3:26,34 у Бриселу 24. августа 2001. Лагат је постигао овај рекорд када је завршио на 2. месту иза Хишама ел Геружа (3:26,12).

### Тријумф у Сиднеју
Дана 29. септембра 2000. године, у финалу трке на 1500 метара на Олимпијским играма у Сиднеју, Ел Геруж, светски рекордер и двоструки светски шампион је водио трку у последњем кругу испред Нгенија. Са мање од 100 м до краја, Нгени је кренуо у напад, и победио у циљној равнини, изазвавши једно од највећих изненађења на Олимпијским играма у Сиднеју.  У том процесу, Нгени је поставио нови олимпијски рекорд од 3:32,07, надмашивши стари рекорд Себастијана Коуа од 3:32,53, постављеног још 1984. године.

### После Сиднеја
Нгени је избачен из кенијског тима за Светско првенство 2001. у Едмонтону зато што је пркосио упутствима националне федерације да се врати кући из Британије где је тада тренирао.
Нгени се вратио у Аустралију 2001. да би победио у трци на једну миљу у финалу Игара добре воље у Бризбејну. Саобраћајна несрећа у Кенији у новембру те године избацила га је из погона већи део зиме. Повреда задобијена у саобраћајној несрећи (повреда леђа и карлице) од тада је мучила Нгенија. Он се ретко такмичио 2003. и 2004. забележивши најбоље време од 3:33,38 на 1500 м, али није успео у покушају да се квалификује за олимпијски тим Кеније, и није успео да одбрани титулу на Олимпијади у Атини.
Нгени је 22. новембра 2006. објавио да се званично повлачи из међународних атлетских такмичења.
Након пензионисања, био је атлетски тренер за Одбрамбене снаге Кеније.
Нгени је такође држао положаје у спортској администрације Кеније, све док 2016. није напустио све функције у знак протеста због лошег одговора кенијских представника на допинг кризу.

## Лични рекорди
| Дисциплина | Време   | Датум             | Место    |
| ---------- | ------- | ----------------- | -------- |
| 800 м      | 1:44.49 | 28. јул 2000      | Осло     |
| 1000 м     | 2:11.96 | 5. септембар 1999 | Ријети   |
| 1500 м     | 3:28.12 | 11. август 2000   | Цирих    |
| Миља       | 3:43.40 | 7. јул 1999       | Рим      |
| 2000 м     | 4:50.08 | 30. јул 1999      | Стокхолм |
| 3000 м     | 7:35.46 | 9. јун 2000       | Севиља   |